# Kamerhoek
De kamerhoek is de hoek in de voorste oogkamer tussen de cornea en de iris. Hiervandaan kan het vocht worden afgevoerd naar het kanaal van Schlemm. Bij een nauwe kamerhoek kan het kamervocht niet worden afgevoerd naar het kanaal van Schlemm en kan er glaucoom of groene staar ontstaan.